# بوغوتا

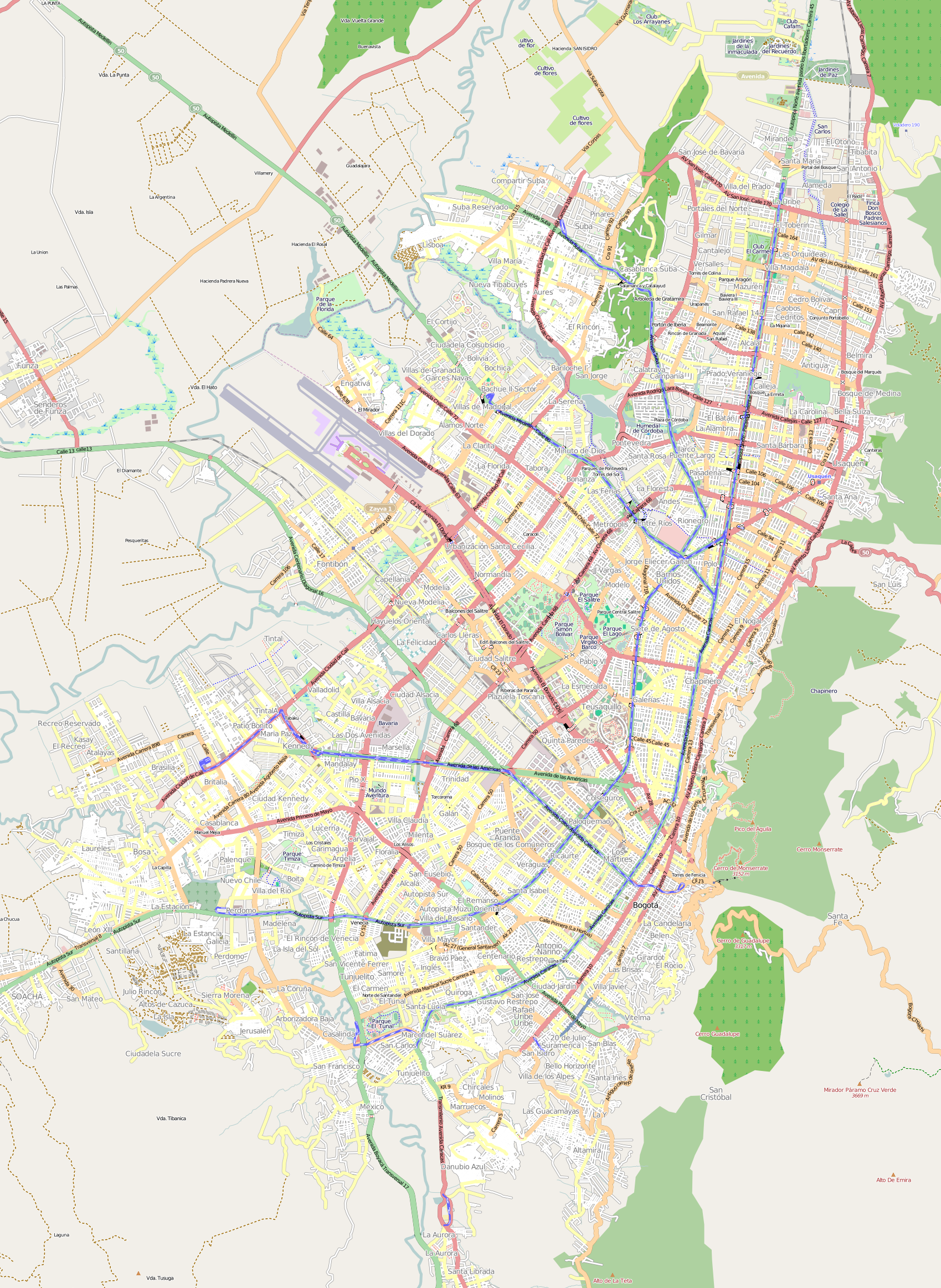
خريطة مدينة بوغوتا

بوغوتا (بالإسبانية: Bogotá)، وتُختصر غالبًا باسم بوغوتا العاصمة، وكانت تُعرف سابقًا باسم سانتا فيه دي بوغوتا خلال الحقبة الاستعمارية الإسبانية وبين عامي 1991 و2000، هي عاصمة كولومبيا وأكبر مدنها، وتُعدّ من أكبر المدن في العالم. تُدار المدينة باعتبارها كيانًا إداريًا مستقلًا من الدرجة الأولى يُعرف باسم "المقاطعة العاصمة"، ولها الوضع الإداري ذاته الذي تتمتع به المحافظات الكولومبية، رغم أنها ليست جزءًا سياسيًا من محافظة كونديناماركا المحيطة بها، لكنها تُعدّ عاصمتها الفعلية. تُعد بوغوتا المركز السياسي والاقتصادي والإداري والصناعي والثقافي والتكنولوجي والعلمي والطبي والتعليمي لكولومبيا وشمال أمريكا الجنوبية.
تأسست بوغوتا في 6 أغسطس 1538 على يد الفاتح الإسباني غونزالو خيمينيث دي كيسادا، كعاصمة لما كان يُعرف بـ"مملكة غرناطة الجديدة"، وذلك عقب حملة شاقة عبر جبال الأنديز انتهت بهزيمة شعب الموسكا، السكان الأصليين لمنطقة الهضبة العليا. وسُميت المدينة "سانتا فيه" بعد عام 1540، ثم أصبحت مقرًا لحكومة المحكمة الملكية الإسبانية لمملكة غرناطة الجديدة التي أُنشئت عام 1550. وفي عام 1717، صارت عاصمة لنائب الملكية الإسبانية في غرناطة الجديدة. وبعد معركة بوياكا في 7 أغسطس 1819، أصبحت بوغوتا عاصمة لدولة غرناطة الكبرى المستقلة، وأعاد سيمون بوليفار تسمية المدينة إلى "بوغوتا" تكريمًا لشعب الموسكا وتعبيرًا عن التحرر من التاج الإسباني. ومنذ الاستقلال عن الإمبراطورية الإسبانية وخلال مراحل تشكيل دولة كولومبيا الحديثة، ظلت بوغوتا عاصمة لهذا الإقليم.
تقع المدينة في وسط كولومبيا، فوق هضبة مرتفعة تُعرف باسم سافانا بوغوتا، وهي جزء من هضبة ألتبلانو كونديبوياسينسي ضمن سلسلة جبال الأنديز الشرقية. يبلغ متوسط ارتفاعها حوالي 2,640 مترًا فوق سطح البحر، وهي مقسّمة إداريًا إلى 20 منطقة محلية، وتبلغ مساحتها نحو 1,587 كيلومترًا مربعًا، وتتمتع بمناخ معتدل وثابت على مدار العام.
تحتضن بوغوتا مقار الفروع الثلاثة للحكومة الكولومبية: السلطة التنفيذية (مكتب الرئيس)، السلطة التشريعية (الكونغرس الكولومبي)، والسلطة القضائية (المحكمة العليا، المحكمة الدستورية، مجلس الدولة، والمجلس الأعلى للقضاء). تتميز المدينة بقوتها الاقتصادية ونضجها المالي وجاذبيتها للشركات العالمية، بالإضافة إلى جودة رأس مالها البشري. وهي القلب المالي والتجاري لكولومبيا، وتضم أعلى معدل للنشاط التجاري في البلاد. كما أنها الوجهة الأولى للمشاريع الاستثمارية الأجنبية المباشرة الجديدة التي تدخل إلى أمريكا اللاتينية وكولومبيا، وتحقق أعلى ناتج محلي إجمالي اسمي في البلاد، حيث تسهم بنحو ربع الناتج القومي الإجمالي (24.7%).
يُعد مطار إلدورادو الدولي، الذي سُمي تيمّنًا بأسطورة "إلدورادو"، الأكبر في أمريكا اللاتينية من حيث حجم الشحن الجوي، والثالث من حيث عدد المسافرين. تضم بوغوتا أكبر عدد من الجامعات ومراكز الأبحاث في كولومبيا، وهي أيضًا مركز ثقافي بارز يحتوي على عدد كبير من المسارح والمكتبات (مثل مكتبات فيرخيليو باركو، تينتال، تونال، والمكتبة الوطنية وغيرها من أكثر من 1000 مكتبة)، إضافة إلى المتاحف. احتلت المدينة المرتبة 52 عالميًا في مؤشر المدن العالمية لعام 2014، كما صنّفها "مركز العولمة ومدن العالم" كمدينة عالمية من النوع "ألفا ناقص" (Alpha-).

## التاريخ
كانت منطقة بوغوتا الحديثة مأهولة في الأصل من قبل مجموعات من السكان الأصليين الذين هاجروا جنوبًا ضمن نطاق لغات التشيبشا؛ حيث تمثل سهول بوغوتا أقصى الجنوب لمجموعة الناطقين بلغة تشيبشان التي تمتد من نيكاراغوا إلى جبال الأنديز في كولومبيا. بنى شعب المويسكا حضارة متقدمة استوطنت وديان وهضاب ألتيبلانو كوندوبوياسينسي الخصبة، والتي تشمل حالياً محافظات كونديناماركا وبويكا وأجزاء صغيرة من سانتاندير. يُعرف مجتمعهم باسم اتحاد المويسكا، وهو نظام اجتماعي متساوٍ يضم عدة زعماء (كاسيكيس) يقيمون في مستوطنات صغيرة تضم ما يصل إلى مئة كوخ. اعتمد اقتصادهم على الزراعة ومصادر الملح، وبرزوا في صناعة الذهب والتجارة وممارسة التحنيط. كان دينهم متعدد الآلهة، مرتبطًا غالبًا بالظواهر الطبيعية مثل الشمس (سوئي) وزوجتها القمر (شيا)، والمطر (تشيبشاكوم)، وقوس قزح (كوشافيرا)، فضلاً عن آلهة للبناء والاحتفالات (نينكاتاكوا) والحكمة (بوتشيكا). استخدموا تقويمًا قمري-شمسي معقدًا تم تفسيره بواسطة مانويل إزكييردو استنادًا إلى أبحاث دوكين، يتضمن حساب الأشهر النجمية والاقترانية. تجسد معرفتهم الفلكية في معلم معماري نادر وهو "إل إنفيرنيتو" الواقع شمال بوغوتا بالقرب من فيلا دي ليفا.

### الحقبة ما قبل الكولومبية
كانت أولى الجماعات التي سكنت منطقة بوغوتا الحضرية الحالية من الصيادين وجامعي الثمار في أواخر العصر البليستوسيني. تعود أقدم الأدلة على النشاط البشري إلى حوالي 12,500 سنة قبل الحاضر، وقد اكتُشفت في موقع إل أبره شمال مدينة سيباكيرا. كما أظهرت حفريات أخرى في ملجأ صخري جنوب غرب المدينة في سواتشا أعمارًا تقارب 11,000 سنة قبل الحاضر، في منطقة تيكنداما. ومنذ حوالي السنة الميلادية الأولى، بدأ شعب المويسكا المحلي بتدجين خنازير غينيا كمصدر للحوم الغذائية. كان سكان سهول بوغوتا في أواخر القرن الخامس عشر هم المويسكا، الذين كانوا يتحدثون لغة مويسكوبون، وهي إحدى لغات عائلة تشيبشا. تعني كلمة "مويسكا" في لغتهم "الناس" أو "الشخص"، لذا فإن عبارة "شعب المويسكا" تُعد تكرارًا لفظيًا. قُدّر عدد سكان المويسكا عند وصول الغزاة الإسبان بحوالي نصف مليون من السكان الأصليين في سهول بوغوتا، وما يصل إلى مليوني نسمة في اتحاد المويسكا. وقد سكنوا السفوح المرتفعة والمعتدلة المناخ بين جبال سوما باز جنوب غربًا وقمة كوكوي المغطاة بالثلوج شمال شرقًا، بمساحة تقارب 25,000 كيلومتر مربع، شملت سهول بوغوتا العالية وجزءًا كبيرًا من مقاطعة بوياكا الحالية وجزءًا صغيرًا من منطقة سانتاندر.
كانت التجارة النشاط الأهم للمويسكا مع جيرانهم المتحدثين بلغة تشيبشا، مثل الغواني، لاتشي، وأوا، وكذلك مع جماعات تتحدث لغة الكاريبان مثل الموزو أو "شعب الزمرد". وقد أكسبهم معرفتهم بإنتاج الملح من المياه المالحة، وهي مهمة كانت مخصصة للنساء فقط من المويسكا، لقب "شعب الملح". وكانت الفواكه الاستوائية التي لا تنمو في المرتفعات الباردة، بالإضافة إلى الكوكا والقطن والذهب، تُتداول جميعها في الأسواق التي كانت تُقام كل أسبوع مويسكا؛ أي كل أربعة أيام. في هذه الأسواق المتكررة، كان المويسكا يحصلون على سلع فاخرة قد تبدو عديمة القيمة في عصرنا الحديث، بالإضافة إلى المعادن الثمينة والأحجار الكريمة التي كانت وفيرة لديهم واستُخدمت لأغراض متنوعة. كان يُسمح للنخبة المحاربة من المويسكا بارتداء تيجان من الريش مأخوذة من الببغاوات والماكاو التي تعيش شرق جبال الأنديز؛ مثل شعوب غوايوب وتيغوا وأتشاغوا المتحدثة بلغة الأراواكان.
تألف المطبخ المويسكي من نظام غذائي ثابت ومتنوّع من الدرنات والبطاطا والفواكه. وكان الذرة هي المكوّن الرئيسي لديهم، حيث كانت تُزرع على مصاطب مرتفعة ومروية. وتوجد العديد من الكلمات في لغة المويسكا للذرة وأنواعها وأشكالها المختلفة. كما كان هذا المحصول أساس صناعة مشروب "تشيتشا" الكحولي، الذي لا يزال يُباع في وسط بوغوتا حتى اليوم. وكان هذا المشروب يُستخدم للاحتفال ببناء المنازل، وجني المحاصيل وزراعتها، والممارسات الطقسية حول المواقع المقدسة في الهضبة، والموسيقى والرقصات، والتجارة في الأسواق الخاصة مع جماعات السكان الأصليين البعيدة، ولتنصيب أعلى الشخصيات مكانة في المجتمع؛ مثل الزيبا والزاكي والكاسيك والحاكم الديني إراكا من مدينة الشمس المقدسة سوغاموكسي.

### حملة غونزالو خيمينيث دي كيسادا والغزو الإسباني
ابتداءً من عام 1533، انتشر الاعتقاد بأن نهر ريو غراندي دي لا ماغدالينا هو الطريق المؤدي إلى البحر الجنوبي، إلى بيرو، وإلى مدينة الإلدورادو الأسطورية. استغل الفاتح الغرناطي غونزالو خيمينيث دي كيسادا هذا الهدف، فغادر سانتا مارتا في 6 أبريل 1536 مع 800 جندي متجهاً إلى داخل كولومبيا الحالية. انقسمت الحملة إلى مجموعتين: الأولى بقيادة كيسادا سارت برًّا، والثانية بقيادة دييغو دي أوربينو التي صعدت النهر في أربع سفن بريغنتين للالتقاء في موقع يُعرف باسم تورا دي لاس بارانكاس بيرميخاس. عند وصولهم، تلقوا معلومات عن سكان الجنوب الذين يصنعون كعكات ملح كبيرة تُستخدم في تجارة القطن البري والأسماك. قرر خيمينيث دي كيسادا التخلي عن طريق بيرو والعبور عبر الجبال بحثًا عن قرى الملح، حيث شاهدوا محاصيل وطرقات وكعكات ملح بيضاء، بالإضافة إلى أكواخ تحتوي على الذرة واليوكا والفاصولياء. من موقع تورا، اتجهت الحملة نحو نهر أوبون، حيث لاحظوا السكان الأصليين يرتدون أردية قطنية مزخرفة. وعندما وصلوا إلى أراضي المويسكا في هضبة الأنديز في 9 مارس 1537، لم يتبق من الحملة التي غادرت سانتا مارتا سوى 162 رجلاً.
كان الحاكم (الزيبا) في وقت الغزو الإسباني يُدعى تيسكيسوسا، وكان مقر إقامته الرئيسي في قرية صغيرة تُسمى باكاتا، بالإضافة إلى مقرات أخرى في فونزا وكاجيكا، التي أعطت اسمها للعاصمة الحالية لكولومبيا. تقع باكاتا بالقرب من موقع مدينة فونزا الحديثة. خلال حياته، تحققت نبوءة قالت إنه سيموت غارقًا في دمه. دافع عن فونزا بجيش صغير من محاربي غيتشا ضد الغزاة المنهكين لكن المسلحين جيدًا، لكنه سقط في يد غونزالو خيمينيث دي كيسادا وأخيه هيرنان بيريز في 20 أبريل 1537. بعد وفاته، تولى أخوه ساجيبا منصب الزيبا الأخير، مخالِفًا تقاليد المويسكا في الوراثة، وكان ساجيبا قائدًا رئيسيًا لتيسكيسوسا لكنه سرعان ما خضع للحكم الإسباني. فرض الإنكومينديروس على السكان الأصليين أثمانًا باهظة من المنتجات والمحاصيل، كما اجتاحت الأوبئة الأوروبية السكان، فقتل ما بين 65 و85% من المويسكا في منطقة بوياكا خلال مئة عام.
في عام 1538، قرر خيمينيث دي كيسادا إقامة معسكر عسكري في الموقع المعروف اليوم بساحة تشورو دي كيبيدو. بدأ التأسيس ببناء 12 منزلاً من القصب، ترمز إلى الحواريين الاثني عشر، وبناء كنيسة أولية من القصب أيضًا. مع إقامة أول قداس في المعسكر برعاية الراهب الدومينيكاني دومينغو دي لاس كاساس، تأسست المدينة باسم نوسترا سينيورا دي لا إسبيرانزا (سيدتنا العذراء للأمل) في 6 أغسطس 1538. ووضع كيسادا قدمه اليمنى على الأرض العارية وقال ببساطة: "أتولى هذه الأرض باسم الإمبراطور الأعلى، شارل الخامس".
لكن هذا التأسيس لم يكن رسميًا، إذ لم يُشكّل مجلس بلدي ولم يُعيّن مسؤولون، كما افتقد بعض الشروط القانونية اللازمة. لذلك، جرى التأسيس الرسمي بعد حوالي ثمانية أشهر، في 27 أبريل 1539، في موقع قريب من إحدى أراضي الترفيه الخاصة بالزيبا، تُدعى ثيوسا أو ثيوساكيو. تضمن هذا التأسيس مراسم رسمية وتعيين مجلس ومسؤولين، وتخطيط الشوارع والأراضي، بحضور الفاتحين سيباستيان دي بيلاكاثار ونيكولاوس فيدرمان. ورغم ذلك، يُعتبر تقليديًا أن تاريخ 6 أغسطس 1538 هو يوم التأسيس الفعلي.
حصلت القرية على لقب مدينة بموجب مرسوم من شارل الخامس في 27 يوليو 1540، وتم تغيير اسمها من سيدتنا العذراء للأمل إلى سانتا في (الإيمان المقدس)، نسبة إلى بلدة قرب غرناطة مسقط رأس خيمينيث دي كيسادا. غادر كيسادا مع الفاتحين دي بيلاكاثار وفيدرمان إلى إسبانيا في أبريل 1539، مؤسسين معًا مدينة غوا تاكي في 6 أبريل 1539، وتركوا إدارة مملكة غرناطة الجديدة لأخيه هيرنان بيريز دي كيسادا. وكان أولا رؤساء بلدية المدينة هما القبطانان بيدرو دي أريفالو وخيرونيمو دي إنثار. وحصلت المدينة على لقب "النبيلة جدًا والوفية جدًا" في 17 أغسطس 1575 بموجب مرسوم من فيليب الثاني، وأصبحت بوغوتا، التي كانت تعرف آنذاك باسم سانتا في، عاصمة نيابة مملكة غرناطة لاحقًا.

### الاستعمار الإسباني
حكم المدينة العمدة والمجلس المؤلف من عضوين من مجلس البلدية، بمساعدة قائد الشرطة ورئيس الحرس. ولتحسين إدارة هذه المناطق، تم تنظيم محكمة سانتا فيه العليا في نيسان/أبريل عام 1550. أصبحت سانتا فيه مقر حكومة مملكة غرناطة الجديدة. وبعد أربعة عشر عاماً، في عام 1564، عيّنت التاج الإسباني أول رئيس رسمي للمحكمة الملكية، وهو أندريس دياث فينيرو دي لايفا. كان مقر المجلس والمحكمة الملكية يقع في الجهة المقابلة لما يُعرف اليوم بـساحة بوليفار (وكانت تُعرف آنذاك بـالساحة الكبرى أو الساحة الرئيسية). وكان الشارع الذي يربط بين الساحة الكبرى وساحة الأعشاب — المعروفة حالياً بـمنتزه سانتاندير — يُسمّى الشارع الملكي، ويُعرف الآن باسم الشارع السابع (نسبة إلى موقعه حسب العد من جهة الجبال شرق المدينة). وبعد عام 1717، أصبحت سانتا فيه عاصمة نائب مملكة غرناطة الجديدة.
وقد تكوّنت المدينة من الأوروبيين، وذوي الأصول المختلطة (الميستيثو)، والسكان الأصليين، والعبيد، وبدأ عدد السكان بالازدياد السريع منذ النصف الثاني من القرن السادس عشر. وأظهر التعداد السكاني لعام 1789 وجود 18,161 نسمة، وبحلول عام 1819 بلغ عدد سكان المدينة 30,000 نسمة موزعين على 195 مربعاً سكنياً. وازدادت أهمية المدينة عند تأسيس الأبرشية.

### القرن التاسع عشر
كان التململ السياسي تجاه التاج الإسباني وحقوق المواطنين المولودين في القارة الأمريكية محسوسًا في جميع مستعمرات إسبانيا في أمريكا، ووجد هذا التململ تعبيره في غرناطة الجديدة بطرق متعددة، مما سرّع من وتيرة الحركة نحو الاستقلال. ومن أبرز هذه التعبيرات انتفاضة الكومونيروس، وهي ثورة شعبية اندلعت في بلدة فيلا ديل سوكورو — الواقعة اليوم ضمن إقليم سانتاندير — في شهر آذار/مارس من عام 1781. وقد قمعت السلطات الإسبانية هذه الانتفاضة، وأُعدم قائدها خوسيه أنطونيو غالان. غير أن أثره بقي حاضرًا؛ فقد كان من بين الجنود الذين شهدوا إعدامه مراهق من النبلاء، يتمتع بفضول فكري، يُدعى أنطونيو ناريينيو، وقد تأثر بشدة بما شاهده من انتفاضة وإعدام.
أصبح ناريينيو لاحقًا سياسيًا في سانتا فيه، وتعرّف إلى الأفكار الليبرالية الرائجة آنذاك في أوروبا. بدأ بتنظيم اجتماعات سرّية مع مفكرين وسياسيين آخرين لمناقشة فكرة الاستقلال والترويج لها، بهدف تحرير المستعمرات الأمريكية من التاج الإسباني. وفي عام 1794، ترجم ناريينيو سرًّا إعلان حقوق الإنسان والمواطن ونشره في سانتا فيه، ثم تم توزيع نسخ من ترجمته في مختلف أنحاء القارة، ما أثار حالة من التحول في الوعي السياسي في تلك الفترة. وكانت الحكومة الإسبانية قد حظرت توزيع هذا الكتيّب، وسرعان ما اكتشفت وجوده، فعملت على إحراق أي نسخة تقع في يدها.
تم اعتقال ناريينيو في 29 آب/أغسطس 1794، وصدر حكم بسجنه لمدة عشر سنوات، ومصادرة جميع ممتلكاته، وتم نفيه في العام التالي. كما تعرض للملاحقة كل من اشتُبه بانتمائه إلى الدائرة الفكرية المحيطة به، غير أن أفكاره كانت قد بدأت بالانتشار على نطاق واسع.
في عام 1807، وبعد الغزو الفرنسي لإسبانيا وتنازل أسرة بوربون عن العرش الإسباني تحت ضغط نابليون الذي سلّم التاج لأخيه جوزيف بونابرت، مما أدى إلى انهيار الإدارة الإسبانية، شكّل العديد من الإسبان وسكان المستعمرات الأمريكية حكومات مقاومة محلّية تُعرف باسم المجالس (خونتات). وقد أدّى تفكك المجلس الأعلى المركزي في إسبانيا، عقب سلسلة من الهزائم العسكرية، إلى تعزيز تشكيل هذه المجالس في جميع أنحاء أمريكا اللاتينية، وسرعان ما ترسخت من خلالها الأفكار الاستقلالية التي كانت قد بدأت تنتشر بالفعل.
وبعد تأسيس مجلس في قرطاجنة دي إنديا في 22 أيار/مايو 1810، وفي مدن عديدة أخرى ضمن نطاق نائب مملكة غرناطة الجديدة، تم تأسيس مجلس سانتا فيه في 20 تموز/يوليو 1810، فيما يُعرف غالبًا باسم إعلان استقلال كولومبيا. وقد تبنّى هذا المجلس اسم المجلس الأعلى لمملكة غرناطة الجديدة، وبدأ بتأدية قسم الولاء لنائب الملك أنطونيو خوسيه أمار إي بوربون، وعينه رئيسًا للمجلس، إلا أنه أُقيل واعتُقل بعد خمسة أيام فقط. وبعد إعلان الاستقلال عن إسبانيا، حاولت المجالس المختلفة تشكيل مؤتمر للمقاطعات، غير أن هذه المحاولة فشلت، وسرعان ما اندلعت النزاعات العسكرية.
وقد اتّسمت الفترة ما بين 1810 و1816 بصراع حاد بين الفصائل الفيدرالية والمركزية حول طبيعة النظام السياسي الجديد للمجالس المحرَّرة حديثًا، وهي فترة عُرفت لاحقًا باسم فترة الوطن الساذج (لا باتريا بوبا). وأعلنت مقاطعة سانتا فيه نفسها دولة حرة ومستقلة تحت اسم ولاية كونديناماركا، وسرعان ما دخلت في حرب أهلية ضد مجالس محلية أخرى توحّدت تحت اسم المقاطعات المتحدة لغرناطة الجديدة، التي كانت تؤيد النظام الفيدرالي. وبعد فشل حملة عسكرية ضد كيتو، قاد الجنرال سيمون بوليفار، باسم المقاطعات المتحدة، حملة عسكرية انتهت باستسلام ولاية كونديناماركا في كانون الأول/ديسمبر 1814.
في هذه الأثناء، كانت الحرب في إسبانيا قد انتهت، وأُعيد تنصيب الملك فرناندو السابع في 11 كانون الأول/ديسمبر 1813. وقد أعلن الملك أن الانتفاضات في المستعمرات غير قانونية، وأرسل جيشًا ضخمًا لاستعادة السيطرة عليها، مكلّفًا الجنرال بابلو موريو بهذه المهمة. وقد قاد موريو حملة ناجحة انتهت بالسيطرة على سانتا فيه في 6 أيار/مايو 1816.
وفي عام 1819، بدأ بوليفار حملته لتحرير غرناطة الجديدة، وبعد سلسلة من المعارك، كان آخرها معركة بوياكا، تمكن الجيش الجمهوري بقيادة بوليفار من التقدّم إلى سانتا فيه، حيث دخلها منتصرًا في 10 آب/أغسطس 1819. وكان بوليفار هو من أعاد تسمية المدينة بـبوغوتا، تكريمًا لشعب المويزكا، وتأكيدًا على التحرر من الاستعمار الإسباني. وأصبحت بوغوتا بعد ذلك عاصمة غران كولومبيا.
بين عامي 1819 و1849، لم تحدث تغييرات بنيوية جذرية مقارنة بالفترة الاستعمارية. ومع حلول منتصف القرن التاسع عشر، بدأ تنفيذ سلسلة من الإصلاحات الجوهرية، من أبرزها إلغاء العبودية، وتحرير الدين والتعليم والصحافة والكلام والتجارة وغيرها من المجالات. وفي سبعينيات القرن التاسع عشر، سرّعت النزعة الراديكالية وتيرة هذه الإصلاحات، وتم تعديل العديد من مؤسسات الدولة والمجتمع. غير أن النصف الثاني من القرن شهد سلسلة من الانتفاضات الدائمة، وإعلانات التمرّد بين الولايات والفصائل، مما أدى إلى اندلاع حروب أهلية، كان آخرها وأشدها دموية حرب الألف يوم (1899–1902).
وفي عام 1823، وبعد سنوات قليلة من تأسيس غران كولومبيا، تم توسيع وتحديث المكتبة العامة، المعروفة اليوم باسم المكتبة الوطنية، بإضافة مجموعات جديدة وتحسين المرافق. كما تم تأسيس المتحف الوطني، وكان لهاتين المؤسستين دور بارز في تطور الحياة الثقافية في الجمهورية الجديدة. أما الجامعة المركزية، فكانت أول مؤسسة تعليمية حكومية، وتُعدّ النواة الأولى لـالجامعة الوطنية الحالية التي تأسست عام 1867 وتتخذ من بوغوتا مقرًا لها.

### مرحلة التجديد
أعلن الرئيس رافاييل نونيث نهاية النظام الفيدرالي، وفي عام 1886 أصبحت البلاد جمهورية مركزية تُحكم بموجب دستور ظلّ ساريًا — مع بعض التعديلات — حتى عام 1991. وعلى الرغم من التحولات السياسية والإدارية، استمرت بوغوتا عاصمةً ومركزًا سياسيًا رئيسيًا في البلاد.
وانطلاقًا من قاعدة سكانية لا تتجاوز 20,000 نسمة في عام 1793، نما عدد سكان المدينة ليصل إلى نحو 117,000 نسمة بحلول عام 1912. وقد كان هذا النمو السكاني سريعًا بعد عام 1870، ويرجع ذلك إلى الهجرة القادمة من المرتفعات الشرقية بشكل رئيسي.

### القرن العشرون
في مطلع القرن العشرين، واجهت كولومبيا تداعيات مدمّرة نتيجة حرب الألف يوم التي استمرت من عام 1899 حتى 1902، إلى جانب خسارة بنما. وبين عامي 1904 و1909، أُعيد الاعتراف القانوني بـالحزب الليبرالي، وسعى الرئيس رافاييل رييس إلى تنفيذ مشروع حكومة وطنية. وقد أسهم تحقيق السلام وإعادة تنظيم الدولة في تنشيط الأنشطة الاقتصادية. وبدأت بوغوتا تدخل مرحلة من التحول العمراني والمعماري العميق، ترافقت مع ازدياد ملحوظ في الإنتاج الصناعي والحِرَفي.
وفي عام 1910، أُقيم معرض القرن الصناعي في منتزه الاستقلال، حيث عرضت الأجنحة المُقامة مظاهر التقدّم في الصناعة والحِرَف والفنون الجميلة والكهرباء والآلات. وتُعرف الفترة الممتدة من 1910 إلى 1930 باسم هيمنة المحافظين. وبين عامي 1924 و1928، بدأت نضالات نقابية حادّة، تمثّلت في إضرابات عمّال حقول النفط ومنطقة الموز، وأسفرت عن سقوط عدد كبير من القتلى.
كانت بوغوتا في تلك الفترة تكاد تخلو من الصناعة بمعناها الحديث؛ فقد كان الإنتاج في مجمله حِرَفيًا ومُركّزًا في أماكن محددة شبيهة بالأسواق التجارية. وقد احتضنت ساحة بوليفار ومحيطها متاجر لبيع القبعات، بينما شهدت شارع التجارة — المعروف حاليًا باسم الشارع السابع — وشارع فلوريان — المعروف الآن باسم الشارع الثامن — افتتاح متاجر فاخرة لبيع المنتجات المستوردة. أما في ممر هيرنانديث، فكانت تنتشر محالّ الخياطة. وبين عامي 1870 و1883، تم افتتاح أربعة مصارف رئيسية هي: بنك بوغوتا، وبنك كولومبيا، والبنك الشعبي، وبنك الائتمان العقاري.
في أعقاب مجزرة منطقة الموز وانقسام الحزب المحافظ، تولّى إنريكي أولايا هيريرا منصب الرئاسة عام 1930. وخلال ستة عشر عامًا من ما يُعرف باسم الجمهورية الليبرالية، أطلق الحزب الليبرالي سلسلة من الإصلاحات التي شملت القطاعات الزراعية، الاجتماعية، السياسية، العمالية، التعليمية، الاقتصادية، والإدارية. وقد تعزّزت الحركة النقابية، وتوسعت التغطية التعليمية.
وقد أدّى الاحتفاء بالتحول السياسي إلى تنفيذ عدد كبير من مشاريع البنية التحتية، وافتتاح ورشات بناء، وتوفير فرص عمل جديدة. وبعد انقسام الحزب الليبرالي مجددًا عام 1946، عاد مرشح محافظ إلى تولّي منصب الرئاسة في عام 1948. إلا أن اغتيال الزعيم الليبرالي خورخي إلييثير غايتان أدى إلى تدمير شبه كامل لوسط بوغوتا وسط أجواء من العنف والفوضى. ومنذ ذلك الحين، شهدت المدينة إعادة تنظيم شاملة على المستويات العمرانية والمعمارية والسكانية.

### القرن الحادي والعشرون
بدأت المدينة القرن الحادي والعشرين بتغييرات مهمة في الفضاء الحضري ووسائل النقل العامة، مع التركيز على تخطيط النمو السكاني والاقتصادي، بهدف وضعها كمركز استراتيجي للأعمال الدولية في أمريكا اللاتينية. ومن بين التدخلات الرئيسية التي تم الشروع بها كانت تطوير مشاريع مدرجة في خطة التنظيم الإقليمي (POT)، التي تهدف إلى توجيه تنمية المدينة على مدى القرنين القادمين.

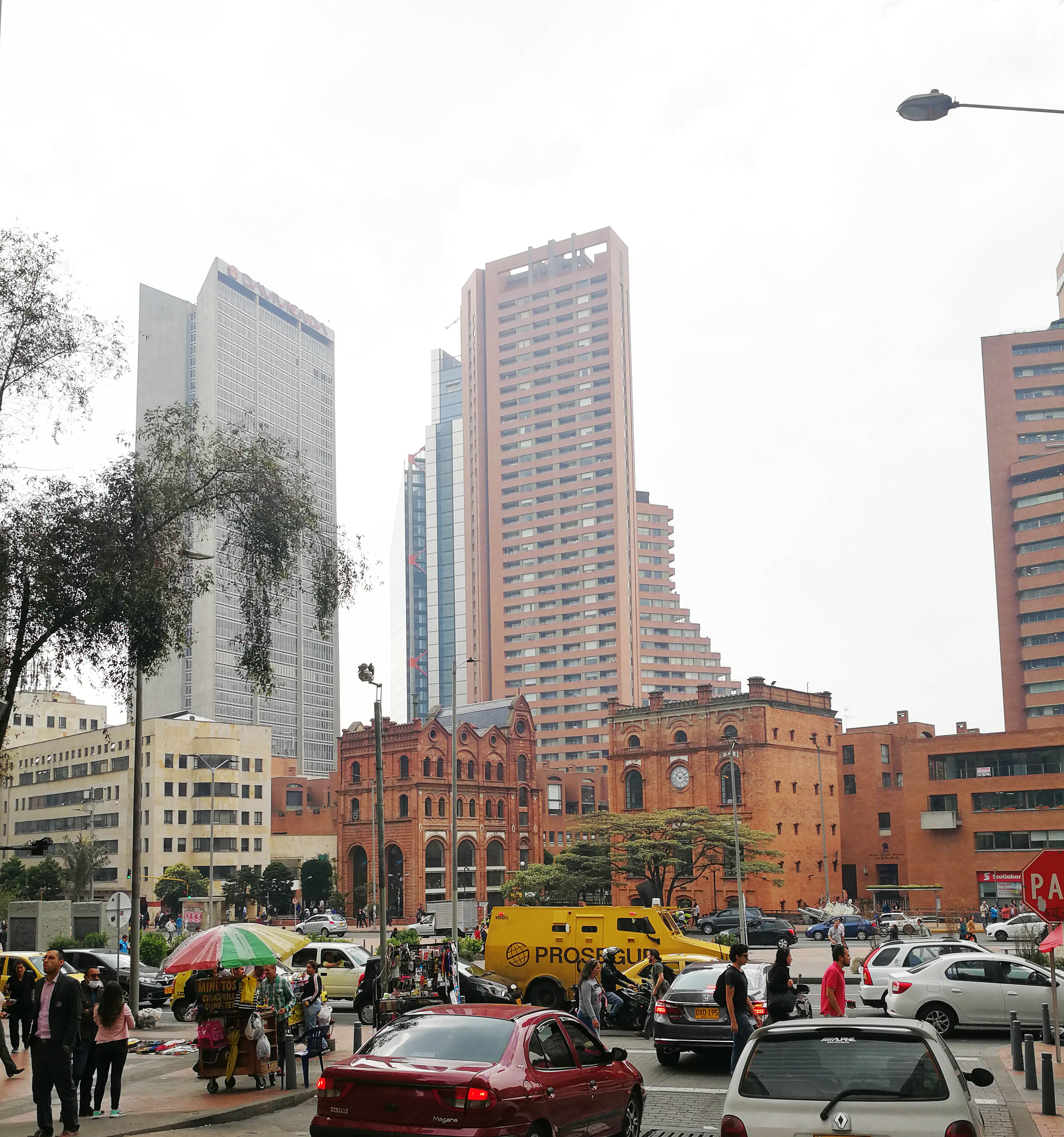
مركز الأعمال الدولي في بوغوتا، العاصمة

وكان من أهم التدخلات في المدينة تحديث نظام النقل الخاص بها. ففي عام 1967، كان هناك 2,679 حافلة حضرية في بوغوتا تنقل، في المتوسط، حوالي 1,630,000 راكب يوميًا. وكانت المدينة تضم نحو مليون نسمة ومساحة تبلغ 80 كيلومترًا مربعًا، فكان مستوى الخدمة مقبولًا نسبيًا. ولكن مع نمو المدينة ووصول عدد سكانها إلى أكثر من خمسة ملايين نسمة، ومساحة تجاوزت 300 كيلومتر مربع، لم تزد أسطول السيارات على أكثر من 20,000 مركبة فحسب، بل ازدادت تعقيدات حركة المرور، وتفاقمت مشكلة التلوث، وازدادت عدم كفاءة نظام النقل الوحيد الموجود.
ومع نهاية القرن العشرين، أصبحت الوضعية صعبة للغاية، إذ لم يكن هناك نظام نقل عام حضري حقيقي يشكّل بديلًا للسيارة الخاصة، مما زاد من حث السكان على استخدامها، وكانت المدينة تعاني من ضعف التنافسية على مستوى أمريكا اللاتينية، بالإضافة إلى تدني جودة الحياة لغالبية سكانها. خلال فترة تولي العمد أندريس باسترانا (1988–1990) وخايمي كاسترو (1992–1994)، إضافة إلى فترة ولاية أنتاناس موكوس الأولى (1995–1997)، وُضعت مقترحات لحل مشكلة النقل العام، لكن نتائجها كانت محدودة. وخلال فترة ولاية موكوس الثانية بدأت الأحاديث عن إمكانية إنشاء نظام نقل جماعي يساعد في حل مشكلة التنقل.
وفي إطار الإدارة الثانية لأنطاناس موكوس، افتتحت بوغوتا "منطقة التسامح" التي شرّعت البغاء في مساحة واسعة من وسط المدينة في حي سانتا في.
ضمن برنامج عمله، وضع العمدة إنريكي بينالوسا (فترة ولايته الأولى من 1998 إلى 2000) أولوية لحل مشكلة النقل العام. ونتيجة لذلك، وفي إطار تنفيذ خطة التنمية المعنونة "لبوغوتا التي نريدها" في مجال التنقل، تقرر إنشاء بنية تحتية خاصة وحصرية لتشغيل نظام نقل جماعي. شمل هذا النظام ممرات حافلات متخصصة مزودة بمسارات منفردة، ومحطات، وجسور، ومسارات للدراجات الهوائية، ومنصات وصول خاصة للمشاة، صُممت لتسهيل تجربة المستخدم داخل النظام. ومع ذلك، أصبح بينالوسا مشهورًا بحملته المثيرة للجدل ضد الفقراء، حيث قال إنه يفضل رؤية اللصوص في الشوارع على الناس الذين يبيعون الحلويات. وشغل بينالوسا فترة ولاية ثانية من 2016 حتى 2019.
دخل غوستافو بيترو في صراع مع المؤسسة السياسية المحافظة بسبب إعادة تنظيم نظام جمع النفايات في المدينة بعد انتخابه في 2011. أقال المفتش العام أليخاندرو أوردونيز بيترو بزعم تجاوز دستوري عندما حاول استبدال شركات جمع النفايات الخاصة في المدينة. لكن بيترو أعيد إلى منصبه بعد أسابيع عقب حكم صادر عن محكمة في بوغوتا قضى بأن أوردونيز تجاوز صلاحياته.
على الرغم من أن اقتراح الحافلات ذات الهيكلين والمزودة بمحركات ديزل والمعروفة باسم "ترانسميلينيو" حقق نجاحًا في مراحله الأولى، ويرجع ذلك جزئيًا إلى العدد المحدود للركاب الذين نقلهم، إلا أنه على المدى الطويل أصبح نظامًا غير فعال ومسببًا للتلوث، حيث أصبح مكتظًا مع تزايد عدد سكان المترو إلى ما يقارب عشرة ملايين نسمة، مما أسهم في تدهور البيئة وتلوث الهواء.
شهدت بوغوتا تقدمًا ملموسًا على صعيد التجهيزات الثقافية من خلال خطة شاملة أسفرت عن إنشاء ثلاث مكتبات عامة كبيرة في مواقع مختلفة بالمدينة. لم تقتصر هذه المكتبات على توسيع نطاق الوصول إلى الموارد المكتبية فحسب، بل أصبحت أيضًا جزءًا من شبكة "بيبلو ريد" التي تضم 150 مركزًا للمكتبات العامة في المدينة، بما في ذلك مكتبة بوغوتا الرقمية. تقع هذه المكتبات الجديدة في مناطق استراتيجية تضمن تغطية واسعة، مع سهولة الوصول إليها عبر وسائل النقل العام ومسارات الدراجات الهوائية، وقد تم تكليف معماريين بارزين بتصميمها؛ مكتبة التونال في الجنوب من تصميم المعمارية سوِيلي فارغاس، ومكتبة التينتال في الغرب من تصميم دانيال بيرموديز، ومكتبة فيرخيليو باركو فارغاس في حديقة سيمون بوليفار بالمنطقة المركزية من تصميم روجيليو سالمونا. وتُعد هذه المكتبات الثلاثة من بين 150 مكتبة في المدينة، وتتميز بتصاميمها المعمارية الرائعة التي توفر فضاءات مفتوحة ومجتمعية تسهم في التنمية الثقافية والتعليمية لسكان بوغوتا.
بحلول عام 2019، تضمنت شبكة مراكز الأعمال في المدينة تسعة مراكز رئيسية مثل ممر الأعمال في شارع إيل دورادو، والمركز الدولي، وحديقة 93، وإيل لاجو، ونقطة الشمال، وشارع 100، ومركز الأعمال في سانتا باربرا، بالإضافة إلى المنطقة الصناعية مونتيفيديو والمنتزه الصناعي في المنطقة الحرة. أما في الأحياء الجنوبية والجنوبية الغربية، فتشهد أحياء الطبقة العاملة تحديات مرتبطة بسمعتها في مجالات المخدرات والجريمة، في حين تتسم المناطق الشمالية الأكثر رفاهية بوجود فنادق بوتيكية، ومكاتب شركات، وسكان من الطبقات العليا يتجمعون في أحياء الترفيه الراقية مثل المنطقة الوردية (زونَا روزَا) والمنطقة ج (زونَا جي).
في سبتمبر 2020، اندلعت احتجاجات واسعة في بوغوتا ضد عنف الشرطة، إثر وفاة خافيير أوردونييز أثناء احتجازه لدى قوات الأمن في التاسع من سبتمبر. وبلغ عدد القتلى خلال هذه الاحتجاجات 13 شخصًا، فيما أصيب أكثر من 400 متظاهر حتى 12 سبتمبر من نفس العام.

## الجغرافيا والموقع
تقع بوغوتا في الجزء الجنوبي الشرقي من سافانا بوغوتا (سابانا دي بوغوتا) على هضبة ترتفع 2,640 م (8660 قدمًا) عن سطح البحر، على جبال الأنديز في وسط كولومبيا، يُطلق على سافانا بوغوتا شعبيًا اسم "السافانا" (سابانا)، لكنها في الواقع تشكل هضبة مرتفعة في جبال الأنديز، وهي جزء من منطقة ممتدة تُعرف باسم ألتيبلانو كونديبوياسينس، والتي تعني حرفيًا "هضبة كونديناماركا وبوياكا المرتفعة". بوغوتا هي أكبر مدينة في العالم من حيث ارتفاعها؛ ولا توجد منطقة حضرية أعلى وأكثر اكتظاظًا بالسكان من بوغوتا.
تعطي الجبال الشاهقة التي تحيط بمعظم بوجوتا خلفية طبيعية مفعمة بالحركة والجاذبية. وتنتقل سيارات الأجرة بين مدينة بوجوتا وإحدى القمم التي تسمَّى مونسيرات، وهي جبل يتخذ موضعًا لمشاهدة المناظر الجذابة. ويوجد على سفح الجبل قصر كان يملكه الجنرال الأمريكي الجنوبي سيمون بوليفار ويستخدم الآن متحفًا تعرض فيه متعلقات ومقتنيات بوليفار ونضال أمريكا الجنوبية من أجل الاستقلال. يوجد في وسط مدينة بوجوتا الميدان الرئيسي وهو ساحة بوليفار، وتحيط القصور القديمة ذات الشبكة الحديدية المتقاطعة بالشوارع الضيقة القريبة من الميدان وكذلك تحيط بها الأبواب الخشبية المنقوشة والأسقف ذات البلاط البني. وبوسط المدينة أيضًا مبان تاريخية تقف جنبًا إلى جنب مع مباني المكاتب الحديثة والفنادق. ومن المباني المركزية الأخرى مبنى الكابيتول (مبنى البرلمان)، وقصر الرئاسة، والعديد من المتاحف. ويحتوي متحف الذهب على مقتنيات كثيرة من كنوز الذهب التي نحتها هنود هذه المنطقة بأيديهم منذ مئات السنين.

### المناخ
تتمتع بوغوتا بمناخ مرتفعات شبه استوائي تصنيف كوبن للمناخ. يبلغ متوسط درجة الحرارة 14.5 درجة مئوية (58 درجة فهرنهايت)، تتراوح من 6 إلى 19 درجة مئوية (43 إلى 66 درجة فهرنهايت) في الأيام المشمسة إلى 10 إلى 18 درجة مئوية (50 إلى 64 درجة فهرنهايت) في الأيام الممطرة. تتناوب الفصول الجافة والممطرة على مدار العام. الأشهر الأكثر جفافًا هي ديسمبر ويناير ويوليو وأغسطس. الشهر الأكثر دفئًا هو مارس، حيث تصل درجة الحرارة إلى 19.7 درجة مئوية (67.5 درجة فهرنهايت). تحدث أبرد الليالي في يناير، بمتوسط 7.6 درجة مئوية (45.7 درجة فهرنهايت) في المدينة؛ الضباب معتاد جدًا في الصباح الباكر، 220 يومًا في السنة، بينما الأيام المشمسة الصافية غير عادية تمامًا.
| البيانات المناخية لـبيانات المناخ لمدينة بوغوتا (مطار إلدورادو الدولي)، ارتفاع 2,547 مترًا (8,356 قدمًا)، (1991–2020) | البيانات المناخية لـبيانات المناخ لمدينة بوغوتا (مطار إلدورادو الدولي)، ارتفاع 2,547 مترًا (8,356 قدمًا)، (1991–2020) | البيانات المناخية لـبيانات المناخ لمدينة بوغوتا (مطار إلدورادو الدولي)، ارتفاع 2,547 مترًا (8,356 قدمًا)، (1991–2020) | البيانات المناخية لـبيانات المناخ لمدينة بوغوتا (مطار إلدورادو الدولي)، ارتفاع 2,547 مترًا (8,356 قدمًا)، (1991–2020) | البيانات المناخية لـبيانات المناخ لمدينة بوغوتا (مطار إلدورادو الدولي)، ارتفاع 2,547 مترًا (8,356 قدمًا)، (1991–2020) | البيانات المناخية لـبيانات المناخ لمدينة بوغوتا (مطار إلدورادو الدولي)، ارتفاع 2,547 مترًا (8,356 قدمًا)، (1991–2020) | البيانات المناخية لـبيانات المناخ لمدينة بوغوتا (مطار إلدورادو الدولي)، ارتفاع 2,547 مترًا (8,356 قدمًا)، (1991–2020) | البيانات المناخية لـبيانات المناخ لمدينة بوغوتا (مطار إلدورادو الدولي)، ارتفاع 2,547 مترًا (8,356 قدمًا)، (1991–2020) | البيانات المناخية لـبيانات المناخ لمدينة بوغوتا (مطار إلدورادو الدولي)، ارتفاع 2,547 مترًا (8,356 قدمًا)، (1991–2020) | البيانات المناخية لـبيانات المناخ لمدينة بوغوتا (مطار إلدورادو الدولي)، ارتفاع 2,547 مترًا (8,356 قدمًا)، (1991–2020) | البيانات المناخية لـبيانات المناخ لمدينة بوغوتا (مطار إلدورادو الدولي)، ارتفاع 2,547 مترًا (8,356 قدمًا)، (1991–2020) | البيانات المناخية لـبيانات المناخ لمدينة بوغوتا (مطار إلدورادو الدولي)، ارتفاع 2,547 مترًا (8,356 قدمًا)، (1991–2020) | البيانات المناخية لـبيانات المناخ لمدينة بوغوتا (مطار إلدورادو الدولي)، ارتفاع 2,547 مترًا (8,356 قدمًا)، (1991–2020) | البيانات المناخية لـبيانات المناخ لمدينة بوغوتا (مطار إلدورادو الدولي)، ارتفاع 2,547 مترًا (8,356 قدمًا)، (1991–2020) |
| الشهر | يناير | فبراير | مارس | أبريل | مايو | يونيو | يوليو | أغسطس | سبتمبر | أكتوبر | نوفمبر | ديسمبر | المعدل السنوي |
| --- | --- | --- | --- | --- | --- | --- | --- | --- | --- | --- | --- | --- | --- |
| الدرجة القصوى °م (°ف)                                                                                               | 26.4 (79.5) | 25.2 (77.4) | 26.6 (79.9) | 24.4 (75.9) | 25.0 (77.0) | 28.6 (83.5) | 25.0 (77.0) | 23.6 (74.5) | 26.0 (78.8) | 25.1 (77.2) | 25.6 (78.1) | 24.4 (75.9) | 28.6 (83.5) |
| متوسط درجة الحرارة الكبرى °م (°ف)                                                                                   | 20.1 (68.2) | 20.2 (68.4) | 19.8 (67.6) | 19.5 (67.1) | 19.4 (66.9) | 18.9 (66.0) | 18.5 (65.3) | 18.8 (65.8) | 19.2 (66.6) | 19.4 (66.9) | 19.4 (66.9) | 19.8 (67.6) | 19.4 (66.9) |
| المتوسط اليومي °م (°ف)                                                                                              | 13.6 (56.5) | 14.0 (57.2) | 14.1 (57.4) | 14.3 (57.7) | 14.3 (57.7) | 14.2 (57.6) | 13.8 (56.8) | 13.8 (56.8) | 13.8 (56.8) | 13.7 (56.7) | 13.8 (56.8) | 13.7 (56.7) | 13.9 (57.0) |
| متوسط درجة الحرارة الصغرى °م (°ف)                                                                                   | 6.4 (43.5) | 7.6 (45.7) | 8.6 (47.5) | 9.6 (49.3) | 9.6 (49.3) | 9.1 (48.4) | 8.6 (47.5) | 8.4 (47.1) | 7.8 (46.0) | 8.3 (46.9) | 8.6 (47.5) | 7.5 (45.5) | 8.3 (46.9) |
| أدنى درجة حرارة °م (°ف)                                                                                             | −3 (27) | −5.2 (22.6) | −3.2 (26.2) | 0.0 (32.0) | 0.2 (32.4) | 1.0 (33.8) | 0.4 (32.7) | −1.5 (29.3) | −0.2 (31.6) | 0.8 (33.4) | −3.0 (26.6) | −6 (21) | −6 (21) |
| الهطول مم (إنش) | 32.9 (1.30) | 51.4 (2.02) | 83.4 (3.28) | 116.7 (4.59) | 109.0 (4.29) | 57.4 (2.26) | 48.6 (1.91) | 44.3 (1.74) | 56.7 (2.23) | 108.2 (4.26) | 107.2 (4.22) | 61.4 (2.42) | 877.3 (34.54) |
| متوسط أيام هطول الأمطار (≥ 1 mm)                                                                                    | 4.9 | 7.4 | 10.9 | 13.4 | 13.5 | 10.2 | 9.5 | 9.1 | 9.0 | 12.1 | 12.1 | 7.7 | 119.9 |
| متوسط الرطوبة النسبية (%)                                                                                           | 79 | 79 | 81 | 82 | 82 | 79 | 78 | 77 | 79 | 83 | 83 | 81 | 80 |
| ساعات سطوع الشمس الشهرية                                                                                            | 182.9 | 149.6 | 136.4 | 105.0 | 108.5 | 117.0 | 133.3 | 136.4 | 123.0 | 117.8 | 126.0 | 158.1 | 1٬594 |
| ساعات سطوع الشمس اليومية                                                                                            | 5.9 | 5.3 | 4.4 | 3.5 | 3.5 | 3.9 | 4.3 | 4.4 | 4.1 | 3.8 | 4.2 | 5.1 | 4.4 |
| المصدر #1: معهد الأرصاد الجوية والدراسات الحيوية                                                                    | | | | | | | | | | | | | |
| المصدر #2: NOAA (extremes)                                                                                          | | | | | | | | | | | | | |

| مخطط المناخ بوغوتا | مخطط المناخ بوغوتا | مخطط المناخ بوغوتا | مخطط المناخ بوغوتا | مخطط المناخ بوغوتا | مخطط المناخ بوغوتا | مخطط المناخ بوغوتا | مخطط المناخ بوغوتا | مخطط المناخ بوغوتا | مخطط المناخ بوغوتا | مخطط المناخ بوغوتا | مخطط المناخ بوغوتا |
| --- | ------------------ | ------------------ | ------------------ | ------------------ | ------------------ | ------------------ | ------------------ | ------------------ | ------------------ | ------------------ | ------------------ |
| 01 | 02                 | 03                 | 04                 | 05                 | 06                 | 07                 | 08                 | 09                 | 10                 | 11                 | 12                 |
| 29 20 6 | 41 20 6            | 65 20 8            | 103 20 9           | 92 19 9            | 54 19 8            | 42 18 8            | 46 19 7            | 70 19 7            | 107 19 8           | 91 19 8            | 53 20 6            |
| متوسط درجة-الحرارة °س مجاميع الهطل مم |                    |                    |                    |                    |                    |                    |                    |                    |                    |                    |                    |
| بالوحدات الإنكليزية \| 01 \| 02 \| 03 \| 04 \| 05 \| 06 \| 07 \| 08 \| 09 \| 10 \| 11 \| 12 \| \| 1.2 68 42 \| 1.6 68 44 \| 2.6 68 46 \| 4.1 67 47 \| 3.6 67 48 \| 2.1 66 47 \| 1.6 65 46 \| 1.8 65 45 \| 2.8 66 45 \| 4.2 67 46 \| 3.6 67 46 \| 2.1 67 43 \| \| متوسط درجة-الحرارة °ف مجاميع الهطول ″ \| \| \| \| \| \| \| \| \| \| \| \| |                    |                    |                    |                    |                    |                    |                    |                    |                    |                    |                    |
| 01 | 02                 | 03                 | 04                 | 05                 | 06                 | 07                 | 08                 | 09                 | 10                 | 11                 | 12                 |
| 1.2 68 42 | 1.6 68 44          | 2.6 68 46          | 4.1 67 47          | 3.6 67 48          | 2.1 66 47          | 1.6 65 46          | 1.8 65 45          | 2.8 66 45          | 4.2 67 46          | 3.6 67 46          | 2.1 67 43          |
| متوسط درجة-الحرارة °ف مجاميع الهطول ″ |                    |                    |                    |                    |                    |                    |                    |                    |                    |                    |                    |

### التخطيط العمراني

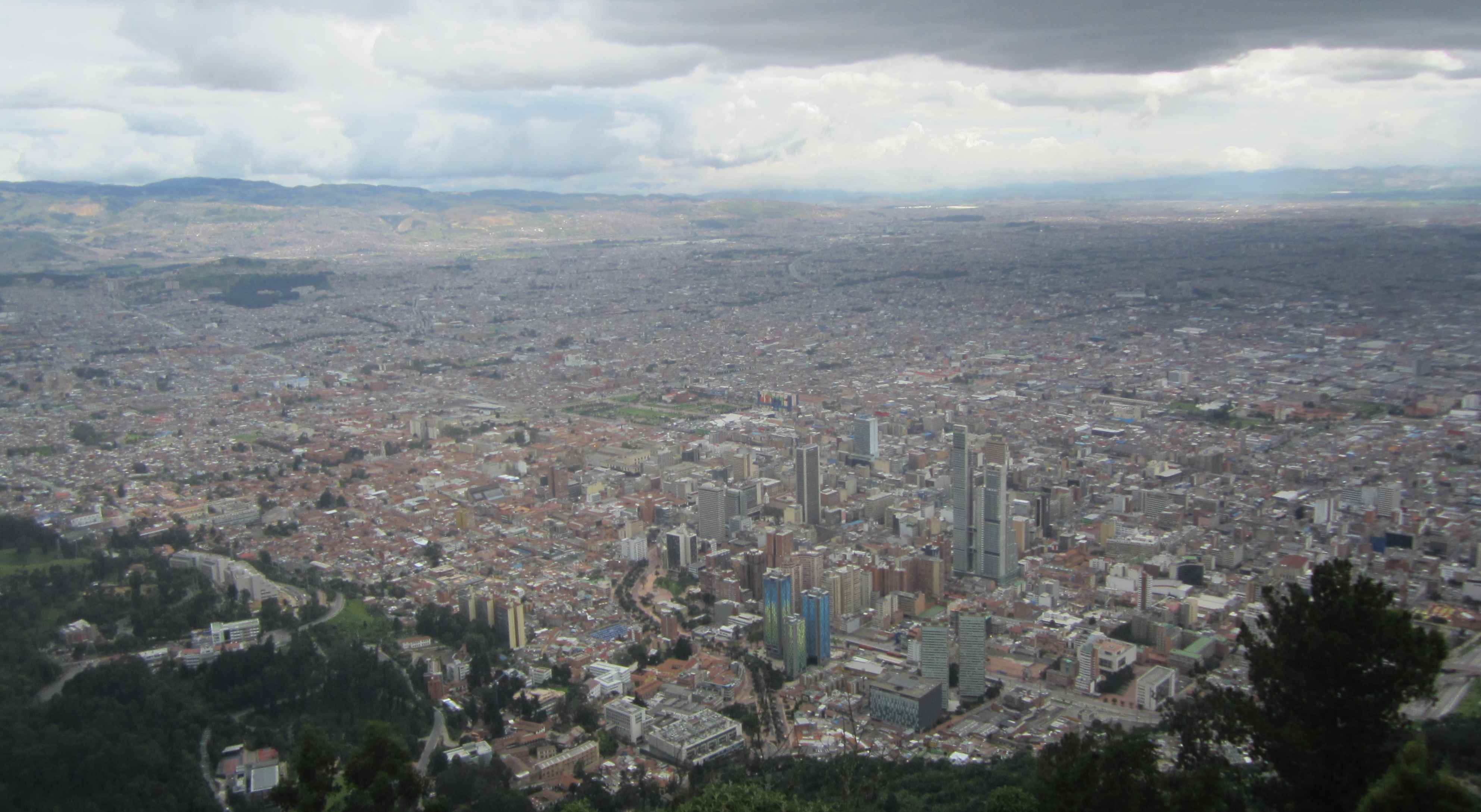
منظر لمدينة بوغوتا من جبل مونسيرات

### مناطق بوغوتا
تتكون بوغوتا من 20 منطقه
| ت  | اسم المنطقة    |
| -- | -------------- |
| 1  | اوساكوئن       |
| 2  | جابينرو        |
| 3  | سانتافي        |
| 4  | سن كريستوبال   |
| 5  | أوسم           |
| 6  | توجيليتو       |
| 7  | بوسا           |
| 8  | كندي           |
| 9  | فونتبون        |
| 10 | انكاتيوا       |
| 11 | سوبا           |
| 12 | باريوس اونيدوس |
| 13 | تيوساكوئيلو    |
| 14 | لوس مارتيرس    |
| 15 | أنتونيو نارينو |
| 16 | بيونته آراندا  |
| 17 | لا كاندلاريا   |
| 18 | رافائل اوريبه  |
| 19 | سيوداد بوليفار |
| 20 | سوماباز        |

## السكان
بوجوتا هي أكثر مدن كولومبيا سكانًا، حيث بلغ في عام 2005 عدد السكان في منطقة بوجوتا وضواحيها 7,363,782 نسمة، يعيشون بكثافة سكانية تقارب الـ 4,310 نسمة لكل كم مربع. 47.5% من السكان هم ذكور، و52.5% هن إناث. 99.5% من السكان متوفرة لديهم الخدمات الكهربائية، 98.7% يحصلون على خدمات المياه و87.9% لديهم خدمات هاتف متوفرة..
زاد عدد سكان بوجوتا أكثر من الضعف فيما بين عام 1963 م وعام 1973 م. ونجمت مشاكل عديدة عن هذا النمو السكاني السريع مثل ازدحام المرور ونقص المساكن وزيادة الجريمة.
وتعيش في بوجوتا أعداد كبيرة من الفقراء في أماكن إيواء مؤقتة مزدحمة وقذرة تسمى باريوس، ويملك معظم الأثرياء منازل فخمة ومترفة، ويعيش العديد من أبناء الطبقة المتوسطة في مساكن مريحة.

## الاقتصاد

### الصناعات الرئيسية
صناعة الاسمنت والمواد الكيميائية والمنتجات الغذائية والغزل والنسيج.

## النقل العام
نمو مدينة بوغوتا وضع عبئا على شوارعها وطرقها السريعة، ولكن خلال العقد الأخير تم ضخ جهود حثيثة لترقية البنية التحتية. الملكية الخاصّة للسيارات وبالرغم من كون نسبتها دون ال 27% تشكل جزءا أساسيا من الأزمة، بالإضافة إلى سيارات الأجرة الباصات والعربات التجارية. تظل الباصات وسيلة النقل الرئيسية لنقل الحشود. هناك نظامي باصات: النظام التقليدي وترانس ميلينيو. النظام التقليلي يشغل أنواع مختلفة من الباصات، وتدار من قبل عدة شركات في الشوارع والسبل: «باص» وهي الأتوبيسات الكبيرة، «باصيتا» (الباصات المتوسطة) و(عربات مثل الميكروباص). الباصات الكبيرة تنقسم ثانية إلى صنفين: «إيجيكتيفيو»، والذي كان أصلا معدا ليكون خدمة فخمة ولم يكن يحمّل المسافرين الأفراد الواقفين، و«كورينتي» أو الخدمة العادية. منذ مايو أيار 2008، تعمل كل الباصات كباصات «كورينتي». بوغوتا مركز لحركة الباصات المحلية والدولية. فمحطات بوغوتا تقدم مسارات لمعظم المدن والحواضر في كولومبيا وهي الأكبر في البلاد. هناك خطوط دولية إلى الإكوادور، البيرو وفنزويلا.
نظام ترانس ميلينيو (نظام النقل السريع) تم إنشاءه في فترة استلام إنريكه بينالوسا لفترة رئاسة البلدية، وهي أحد أشكال نقل الباصات السريع الذي تم بناءه كوسيلة للتعويض عن نقص شبكات القطار وقطار الأنفاق. ترانس ميلينيو يجمع بين باصات ذات مفاصل قابلة للانحناء تعمل على مسالك مخصصة لها وباصات أصغر تعمل في المناطق السكنية لتجمع الركاب وتوصلهم إلى الشبكة الرئيسية. حلّ هذا النظام جزء من أختناقات المرور الشديدة في المدينة بجزء يسير من التكلفة لمشروع سابق كان مقترحا لبناء شبكة معلّقة وطرق خاصّة للباصات.
بالرغم من اختناقات السير المزمنة في المدينة، إلا أن الأفكار التي تم تبنيها وتطبيقها في فترة تولي بينالوسا تعدّ مجدية اقتصاديا في العالم، فعّآلة ومتفردة. بالإضافة إلى ترانس ميلينيو، قامت إدارة بيناسولا بتمرير تعديلات أدت إلى تطبيق قوانين تمنع سيارات ذات لوحات أرقام من أنواع محددة من التحرك في فترات ذروة الاختناقات بالإضافة إلى شبكة من المسارات للدراجات الهوائية: وإزالة الآلاف من مواقف السيارات في محاولة لجعل الشوارع صديقة للمشاة.

## توأمة
- ليما،  بيرو
- بيروت،  لبنان
- بيونس ايرس،  الأرجنتين
- مدريد،  إسبانيا
- ميامي،  الولايات المتحدة
- كراكاس،  فنزويلا
- دمشق،  سوريا
- هافانا،  كوبا
- سانتياغو،  تشيلي
- كيتو،  الإكوادور
- برازيليا،  البرازيل
- غواياكيول،  الإكوادور
- سيول،  كوريا الجنوبية
- سانتو دومينغو،  جمهورية الدومينيكان
- تورينو،  إيطاليا
- لندن،  المملكة المتحدة
- ميلانو،  إيطاليا